# Реусов, Владимир Алексеевич
Ре́усов, Влади́мир Алексе́евич (5 июня 1925, Мерефа, Харьковская область — 4 апреля, 2011, Харьков) — академик Академии строительства и архитектуры, член-корреспондент Инженерной академии Украины. Заслуженный строитель Украинской ССР. Почётный гражданин города Харькова.

## Биография

### Первые годы и участие в Великой Отечественной войне
Родился 5 июня 1925 года в городе Мерефа Харьковской области в семье строителя. В 1941 году в начале Великой Отечественной войны был эвакуирован с семьёй из Харькова. В 1943 году зачислен в действующую армию. Был тяжело ранен в боях под Харьковом, в результате ранения лишился одного глаза.

### Послевоенный период
В 1946 году поступил в Харьковский инженерно-строительный институт, который закончил в 1951 году по специальности архитектор,. По распределению попал в Укргидроэнергопром. С 1952 года работал архитектором в проектном институте, инструктором, заместителем затем заведующим отделом Харьковского горкома партии, заместителем директора по научной работе в ЮЖНИИ, ПромстройНИИпроекте.
В 1963-1968 годах занимал должность заместителя директора по научной работе Южного научно-исследовательского института строительства областного комитета Коммунистической партии УССР.

### В партийных и руководящих органах
В 1968—1985 годах — заведующий отделом строительства обкома партии, затем — проректор, а с 1991 года — профессор кафедры архитектурных конструкций Харьковского государственного технического университета строительства и архитектуры. Автор более 80-ти печатных работ, в том числе монографий. Имеет 7 авторских свидетельств. Кандидат технических наук.
Реусов как руководитель и координатор строительного комплекса города Харькова и области внес значительный вклад в восстановление промышленных предприятий, коммунального и жилищного хозяйства Харькова, развитие строительного комплекса, создание мощной базы строительной индустрии. Являлся одним из инициаторов строительства городского метрополитена. Работал над вопросами восстановления и обновления жилого фонда Харькова, сооружения новых жилищных массивов на Салтовке, Алексеевке, Рогани, Салтовского (Журавлёвского) и Краснопавловского водохранилищ, подачи воды в город и водоотведения, развития заводов военно-промышленного комплекса, сельскохозяйственного машиностроения и других отраслей в Харькове, Лозовой, Купянске, Первомайске, Балаклее. На протяжении 30-ти лет избирался депутатом Харьковского горсовета, председателем постоянной комиссии по строительству. С 1999 года возглавлял Фонд ветеранов строительства Харькова.

## Смерть
Владимир Реусов умер 4 апреля 2011 года на 86-м году жизни. В последние годы занимался созданием музея истории строительства города Харькова в ХНУСА.

## Награды

### Боевые
- Ордена Отечественной войны I степени
- Красной Звезды

### Трудовые
- Орден Трудового Красного Знамени
- Орден Трудового Красного Знамени
- Орден Трудового Красного Знамени
- Богдана Хмельницкого III степени, Украина
- Дружбы народов
- Медали
- Почётная грамота Президиума Верховного Совета УССР.

## Звания
- Кандидат технических наук
- Академик Академии строительства и архитектуры
- Член-корреспондент Инженерной академии Украины
- Заслуженный строитель УССР
- Дважды лауреат премии Совета Министров СССР.
- Почётный гражданин города Харькова[4].

## Память

Мемориальная доска Реусову на здании Харьковского национального университета строительства и архитектуры

- 8 ноября 2012 года на могиле Реусова на втором городском кладбище на благотворительные средства Фонда ветеранов строительства и харьковских застройщиков был открыт памятник[5].
- 27 декабря 2012 года внутри центрального вестибюля Харьковского национального технического университета строительства и архитектуры (ХНУСА) открыли мемориальную доску Владимиру Алексеевичу Реусову[6].
- 22 августа 2019 года ещё одну мемориальную доску открыли также на корпусе архитектурного факультета ХНУСА[7]

## Основные труды
- Реусов В. А. Люди и стройки. Капитальное строительство Харьковской области за 50 лет. 1952—2002 гг. — Х.: ЧП Шуст А. И., 2003. — 414 с.: ил. — Библиогр.: с. 399.
- Харьков: Архитектура, памятники, новостройки. Путеводитель. / Сост. А. Ю. Лейбфрейд, В. А. Реусов, А. А. Тиц. — Х.: Прапор, 1985. — 151 с, ил.